# Lijst van voetbalinterlands Nederland - Zwitserland (mannen)
Deze lijst van voetbalinterlands is een overzicht van alle officiële voetbalwedstrijden tussen de nationale teams van Nederland en Zwitserland. De landen  hebben tot op heden 33 keer tegen elkaar gespeeld. De eerste ontmoeting, een vriendschappelijke wedstrijd, vond plaats in Bazel op 16 mei 1920. De laatste confrontatie, eveneens een vriendschappelijke wedstrijd, was op 11 november 2011 in Amsterdam.

## Wedstrijden
| №  | № Int NED | Plaats     | Datum             | Competitie           | Wedstrijd               | Uitslag |
| -- | --------- | ---------- | ----------------- | -------------------- | ----------------------- | ------- |
| 1  | 48        | Bazel      | 16 mei 1920       | Vriendschappelijk    | Zwitserland – Nederland | 2 – 1   |
| 2  | 53        | Amsterdam  | 26 maart 1921     | Vriendschappelijk    | Nederland – Zwitserland | 2 – 0   |
| 3  | 61        | Bern       | 19 november 1922  | Vriendschappelijk    | Zwitserland – Nederland | 5 – 0   |
| 4  | 65        | Amsterdam  | 25 november 1923  | Vriendschappelijk    | Nederland – Zwitserland | 4 – 1   |
| 5  | 77        | Zürich     | 19 april 1925     | Vriendschappelijk    | Zwitserland – Nederland | 4 – 1   |
| 6  | 81        | Amsterdam  | 28 maart 1926     | Vriendschappelijk    | Nederland – Zwitserland | 5 – 0   |
| 7  | 95        | Bazel      | 6 mei 1928        | Vriendschappelijk    | Zwitserland – Nederland | 2 – 1   |
| 8  | 102       | Amsterdam  | 17 maart 1929     | Vriendschappelijk    | Nederland – Zwitserland | 3 – 2   |
| 9  | 111       | Zürich     | 2 november 1930   | Vriendschappelijk    | Zwitserland – Nederland | 6 – 3   |
| 10 | 122       | Amsterdam  | 22 januari 1933   | Vriendschappelijk    | Nederland – Zwitserland | 0 – 2   |
| 11 | 131       | Milaan     | 27 mei 1934       | WK 1934              | Nederland – Zwitserland | 2 – 3   |
| 12 | 132       | Bern       | 4 november 1934   | Vriendschappelijk    | Zwitserland – Nederland | 2 – 4   |
| 13 | 144       | Amsterdam  | 7 maart 1937      | Vriendschappelijk    | Nederland – Zwitserland | 2 – 1   |
| 14 | 157       | Bern       | 7 mei 1939        | Vriendschappelijk    | Zwitserland – Nederland | 2 – 1   |
| 15 | 168       | Amsterdam  | 21 september 1947 | Vriendschappelijk    | Nederland – Zwitserland | 6 – 2   |
| 16 | 185       | Bazel      | 15 oktober 1950   | Vriendschappelijk    | Zwitserland – Nederland | 7 – 5   |
| 17 | 199       | Amsterdam  | 22 maart 1953     | Vriendschappelijk    | Nederland – Zwitserland | 1 – 2   |
| 18 | 206       | Zürich     | 30 mei 1954       | Vriendschappelijk    | Zwitserland – Nederland | 3 – 1   |
| 19 | 211       | Rotterdam  | 19 mei 1955       | Vriendschappelijk    | Nederland – Zwitserland | 4 – 1   |
| 20 | 219       | Lausanne   | 15 september 1956 | Vriendschappelijk    | Zwitserland – Nederland | 2 – 3   |
| 21 | 236       | Rotterdam  | 2 november 1958   | Vriendschappelijk    | Nederland – Zwitserland | 2 – 0   |
| 22 | 246       | Zürich     | 18 mei 1960       | Vriendschappelijk    | Zwitserland – Nederland | 3 – 1   |
| 23 | 264       | Amsterdam  | 11 november 1962  | EK 1964 kwalificatie | Nederland – Zwitserland | 3 – 1   |
| 24 | 266       | Bern       | 31 maart 1963     | EK 1964 kwalificatie | Zwitserland – Nederland | 1 – 1   |
| 25 | 282       | Amsterdam  | 17 oktober 1965   | WK 1966 kwalificatie | Nederland – Zwitserland | 0 – 0   |
| 26 | 283       | Bern       | 14 november 1965  | WK 1966 kwalificatie | Zwitserland – Nederland | 2 – 1   |
| 27 | 344       | Rotterdam  | 9 oktober 1974    | Vriendschappelijk    | Nederland – Zwitserland | 1 – 0   |
| 28 | 376       | Bern       | 11 oktober 1978   | EK 1980 kwalificatie | Zwitserland – Nederland | 1 – 3   |
| 29 | 380       | Eindhoven  | 28 maart 1979     | EK 1980 kwalificatie | Nederland – Zwitserland | 3 – 0   |
| 30 | 400       | Zürich     | 1 september 1981  | Vriendschappelijk    | Zwitserland – Nederland | 2 – 1   |
| 31 | 528       | Birmingham | 13 juni 1996      | EK 1996              | Nederland – Zwitserland | 2 – 0   |
| 32 | 655       | Genève     | 22 augustus 2007  | Vriendschappelijk    | Zwitserland – Nederland | 2 – 1   |
| 33 | 714       | Amsterdam  | 11 november 2011  | Vriendschappelijk    | Nederland – Zwitserland | 0 – 0   |

## Samenvatting
| Competitie        | Totaal gespeeld | Winst Nederland | Gelijk | Winst Zwitserland | Doelsaldo Nederland – Zwitserland |
| ----------------- | --------------- | --------------- | ------ | ----------------- | --------------------------------- |
| WK-eindronde      | 1               | 0               | 0      | 1                 | 2 − 3                             |
| WK-kwalificatie   | 2               | 0               | 1      | 1                 | 1 − 2                             |
| EK-eindronde      | 1               | 1               | 0      | 0                 | 2 − 0                             |
| EK-kwalificatie   | 4               | 3               | 1      | 0                 | 10 − 3                            |
| Vriendschappelijk | 25              | 11              | 1      | 13                | 53 − 53                           |
| Totaal            | 33              | 15              | 3      | 15                | 68 − 61                           |

Wedstrijden bepaald door strafschoppen worden, in lijn met de FIFA, als een gelijkspel gerekend.

## Details

### Eerste ontmoeting
| Vriendschappelijk (Basel, Zwitserland, 16 mei 1920): |              | |
| Zwitserland | 2 – 1        | Nederland |
| Kurt Friedrich 68' Oskar Merkt 70' | goals        | 40' Jan de Natris |
| Selectiecommissie | bondscoach   | Fred Warburton |
| Alfred Berger Hans Funk Gustav Gottenkieny Jacob Schneebeli Paul Schmiedlin Aaron Pollitz Hans Bürgin Oskar Merkt Frédéric Martenet Georges Kramer Kurt Friedrich | opstellingen | Dick MacNeill Harry Dénis Ben Verweij 20' Harry Mommers Cas Ruffelse Henk Steeman Jan de Natris Joop van Dort Boelie Kessler Manus van Diermen Dé Kessler |
| | wissels      | 20' Rat Verlegh |
| - Debuut van Hans Bürgin (FC Nordstern) voor Zwitserland. - Debuut van Harry Mommers (Willem II) en Rat Verlegh (NAC) voor Nederland.                             |              | |

### Tweede ontmoeting
| Vriendschappelijk (Amsterdam, Nederland, 28 maart 1921): |              | |
| Nederland | 2 – 0        | Zwitserland |
| Boelie Kessler 2' Wim Gupffert 15' | goals        | |
| Fred Warburton | bondscoach   | Selectiecommissie |
| Henk van Tilburg Henri Baay Piet Stevens Joop Campioni Ben Hoogstede André de Kruijff Jan de Natris Boelie Kessler Dé Kessler Hein Delsen Wim Gupffert                                     | opstellingen | Alfred Berger Hans Funk Otto Fehlmann Albert Osterwalder Paul Schmiedlin Aaron Pollitz Max Brand Ugo Fontana Robert Afflerbach Karl Meyer Rudolf Ramseyer |
| - Debuut van Henk van Tilburg (NOAD), Henri Baay (HFC Haarlem), Piet Stevens (Willem II), Joop Campioni (HVV), Ben Hoogstede (NAC), André de Kruijff en Hein Delsen (Ajax) voor Nederland. |              | |

### Derde ontmoeting
| Vriendschappelijk (Bern, Zwitserland, 19 november 1922): |              | |
| Zwitserland | 5 – 0        | Nederland |
| Max Abegglen 10' Robert Pache 15' Albert Leiber 58' Max Abegglen 65' Max Abegglen 87' | goals        | |
| Selectiecommissie | bondscoach   | Fred Warburton |
| Hans Pulver Charles Bouvier Otto Fehlmann Louis Richard Gustav Mayer Paul Fässler Jean Martenet Robert Pache Albert Leiber Max Abegglen Rudolf Ramseyer | opstellingen | Henk van Tilburg Fons Pelser Harry Dénis Henk Hordijk Gerrit Hulsman Henk Steeman 46' Boelie Kessler André le Fèvre Jo Schot Sjo Soons Fanny Petit |
| | wissels      | 46' Appie Groen |
| - Debuut van Charles Bouvier, Louis Richard (beiden Servette FC), Gustav Mayer (Montreux), Hans Pulver, Paul Fässler (beiden Young Boys), Max Abegglen (Lausanne-Sports) voor Zwitserland. - Debuut van André le Fèvre (Kampong), Jo Schot, Fanny Petit (beiden NAC) en Sjo Soons (MVV) voor Nederland. |              | |

### Vierde ontmoeting
| Vriendschappelijk (Amsterdam, Nederland, 25 november 1923): |              | |
| Nederland | 4 – 1        | Zwitserland |
| Dick Sigmond 28' Rat Verlegh 34' Rat Verlegh 46' Peer Krom 87' | goals        | 82' Paul De Lavallaz |
| Bob Glendenning | bondscoach   | Selectiecommissie |
| Jan de Boer Harry Dénis Hans Tetzner Gerrit Hulsman Bertus Bul Peer Krom Ber Groosjohan Rat Verlegh Sjef van Son Theo de Haas Dick Sigmond | opstellingen | Hans Pulver Jean Haag Albert Beuchat Paul Fässler Paul Schmiedlin Max Galler Arnold Charpillod Robert Pache Paul De Lavallaz Max Abegglen Hans Ruffle |
| - Debuut van Hans Tetzner, Theo de Haas (beiden GVV Be Quick), Peer Krom (RCH), Sjef van Son (Willem II) en Bertus Bul (Feijenoord) voor Nederland. - Debuut van Max Galler (FC Basel), Paul De Lavallaz (Grasshopper-Club) en Hans Ruffle (FC Young Fellows) voor Zwitserland. |              | |

### Vijfde ontmoeting
| Vriendschappelijk (Zürich, Zwitserland, 19 april 1925): |              | |
| Zwitserland | 4 – 1        | Nederland |
| Paolo Sturzenegger 15' Oskar Hürzeler 28' Jean Abegglen 52' Oskar Hürzeler 67'                                                                                                   | goals        | 2' Wout Buitenweg |
| Teddy Duckworth | bondscoach   | Bob Glendenning |
| Pierre Aubin Adolphe Reymond Gustav Gottenkieny 37' August Oberhauser Paul Schmiedlin Paul Fässler Karl Ehrenbolger Paolo Sturzenegger Oskar Hürzeler Max Abegglen Jean Abegglen | opstellingen | 35' Gejus van der Meulen Harry Dénis Kees van Dijke André le Fèvre Bertus Bul Puck van Heel Jan Gielens Wim Volkers 70' Wout Buitenweg Charles van Baar van Slangenburgh Jan de Natris |
| Edmond De Weck 37' | wissels      | 35' Jan Schindeler 70' Gerrit Visser |
| - Debuut van Jean Abegglen (FC Cantonal) voor Zwitserland. - Debuut van Jan Schindeler (Blauw-Wit) en Puck van Heel (Feijenoord) voor Nederland.                                 |              | |

### Zesde ontmoeting
| Vriendschappelijk (Amsterdam, Nederland, 28 maart 1926):                              |       |             |
| Nederland                                                                             | 5 – 0 | Zwitserland |
| Kees Pijl 3' Eef Ruisch 28' Evert van Linge 32' (pen.) Eef Ruisch 38' Jan Gielens 86' | goals |             |

### Zevende ontmoeting
| Vriendschappelijk (Basel, Zwitserland, 6 mei 1928): |       |                  |
| Zwitserland                                         | 2 – 1 | Nederland        |
| Gaston Tschirren 44' Max Abegglen 46'               | goals | 41' Felix Smeets |

### Achtste ontmoeting
| Vriendschappelijk (Amsterdam, Nederland, 17 maart 1929):            |       |                                   |
| Nederland                                                           | 3 – 2 | Zwitserland                       |
| Rudolf Ramseyer 42' (e.d.) Beb Bakhuijs 43' Dolf van Kol 51' (pen.) | goals | 59' André Abegglen 65' René Grimm |

### Negende ontmoeting
| Vriendschappelijk (Zürich, Zwitserland, 2 november 1930):                                                   |       |                                                       |
| Zwitserland                                                                                                 | 6 – 3 | Nederland                                             |
| André Abegglen 13' Willy Jäggi 22' Aldo Poretti 24' André Abegglen 42' Tullio Grassi 67' André Abegglen 79' | goals | 2' Joop van Nellen 46' Henk Mulders 81' Wim Lagendaal |

### Tiende ontmoeting
| Vriendschappelijk (Amsterdam, Nederland, 22 januari 1933):                                                                                                 |              | |
| Nederland | 0 – 2        | Zwitserland |
| | goals        | 15' Willy Von Känel 64' Willy Jäggi |
| Bob Glendenning | bondscoach   | Jimmy Hogan |
| Gejus van der Meulen Mauk Weber Sjef van Run Henk Pellikaan Wim Anderiesen Puck van Heel Gerrit Nagels Law Adam Wim Lagendaal Otto Bonsema Joop van Nellen | opstellingen | Frank Séchehaye Severino Minelli Max Weiler Adolfo Spiller Otto Imhof Gabriele Gilardoni Willy Von Känel André Abegglen Willy Jäggi Max Abegglen Alfred Jäck |

### Elfde ontmoeting
| WK 1934 (Milaan, Italië, 27 mei 1934): |              | |
| Nederland | 2 – 3        | Zwitserland |
| Kick Smit 29' Leen Vente 69' | goals        | 7' Leopold Kielholz 43' Leopold Kielholz 66' André Abegglen |
| Bob Glendenning | bondscoach   | Henry Müller |
| Gejus van der Meulen Mauk Weber Sjef van Run Henk Pellikaan Wim Anderiesen Puck van Heel Frank Wels Leen Vente Beb Bakhuijs Kick Smit Joop van Nellen | opstellingen | Frank Séchehaye Severino Minelli Walter Weiler Albert Guinchard Fernand Jaccard Ernst Hufschmid Willy Von Känel Raymond Passello Leopold Kielholz André Abegglen Giuseppe Bossi |

### Twaalfde ontmoeting
| Vriendschappelijk (Bern, Zwitserland, 4 november 1934): |       |                                                                    |
| Zwitserland                                             | 2 – 4 | Nederland                                                          |
| Jacques Spagnoli 5' Willy Jäggi 68' (pen.)              | goals | 6' Kick Smit 21' Beb Bakhuijs 38' Koos van Gelder 44' Beb Bakhuijs |

### Dertiende ontmoeting
| Vriendschappelijk (Amsterdam, Nederland, 7 maart 1937): |       |                  |
| Nederland                                               | 2 – 1 | Zwitserland      |
| Beb Bakhuijs 21' Manus Vrauwdeunt 70'                   | goals | 87' Max Abegglen |

### Veertiende ontmoeting
| Vriendschappelijk (Bern, Zwitserland, 7 mei 1939): |       |               |
| Zwitserland                                        | 2 – 1 | Nederland     |
| Lauro Amadò 28' Lauro Amadò 84'                    | goals | 17' Kick Smit |

### Vijftiende ontmoeting
| Vriendschappelijk (Amsterdam, Nederland, 21 september 1947):                                      |       |                                   |
| Nederland                                                                                         | 6 – 2 | Zwitserland                       |
| Abe Lenstra 32' Faas Wilkes 50' Kees Rijvers 57' Guus Dräger 61' Kees Rijvers 80' Faas Wilkes 83' | goals | 43' René Maillard 77' Lauro Amadò |

### Zestiende ontmoeting
| Vriendschappelijk (Basel, Zwitserland, 15 oktober 1950): |              | |
| Zwitserland | 7 – 5        | Nederland |
| Hans-Peter Friedländer 15' Charles Antenen 43' Charles Antenen 55' Hans-Peter Friedländer 56' Charles Antenen 72' Jacques Fatton 74' (pen.) Jacques Fatton 86' | goals        | 25' Mick Clavan 42' (e.d.) Roger Bocquet 46' Kees Rijvers 57' Noud van Melis 74' Frits de Graaf                                                              |
| Severino Minelli | bondscoach   | Jaap van der Leck |
| Georges Stuber André Neury Roger Bocquet Willy Kernen 66' Olivier Eggimann Charles Casali Charles Antenen Fredy Bickel Hans-Peter Friedländer 76' René Bader Jacques Fatton                                                                                             | opstellingen | Piet Kraak Cor Huijbregts 65' Ferry Mesman Rinus Terlouw Jan van Schijndel Joop Stoffelen Frits de Graaf Kees Rijvers Noud van Melis Abe Lenstra Mick Clavan |
| Gerhard Lusenti 66' Godi Stauble 76' | wissels      | 65' Frans van der Klink |
| - Debuut van Willy Kernen (La Chaux-de-Fonds), Charles Casali (BSC Young Boys) en Godi Stauble (FC Basel) voor Zwitserland. - Debuut van Ferry Mesman (Blauw-Wit), Frans van der Klink (Hermes DVS), Noud van Melis (EVV) en Frits de Graaf (Limburgia) voor Nederland. |              | |

### Zeventiende ontmoeting
| Vriendschappelijk (Amsterdam, Nederland, 22 maart 1953): |              | |
| Nederland | 1 – 2        | Zwitserland |
| Abe Lenstra 31' | goals        | 1' Marcel Mauron 57' Josef Hügi |
| Jaap van der Leck | bondscoach   | Gaston Tschirren Leopold Kielholz William Baumgartner |
| Wim Landman Frans Tebak Hans Boskamp Jan Klaassens Wim Hendriks Jan van Schijndel Piet van der Kuil Louis van den Bogert Mick Clavan Abe Lenstra Cor Luiten | opstellingen | Georges Stuber Wilhelm Neukom Gottfried Kohler Hannes Schmidhauser Ivo Frosio Charles Casali Charles Antenen 9' René Bader Josef Hügi Marcel Mauron Jacques Fatton |
| | wissels      | 9' Henri Ballaman |

### Achttiende ontmoeting
| Vriendschappelijk (Zürich, Zwitserland, 30 mei 1954):          |       |                 |
| Zwitserland                                                    | 3 – 1 | Nederland       |
| Roger Vonlanthen 35' Roger Vonlanthen 37' Roger Vonlanthen 48' | goals | 11' Coen Dillen |

### Negentiende ontmoeting
| Vriendschappelijk (Rotterdam, Nederland, 19 mei 1955):                     |       |                |
| Nederland                                                                  | 4 – 1 | Zwitserland    |
| Faas Wilkes 40' Theo Timmermans 42' Sjel de Bruijckere 58' Faas Wilkes 64' | goals | 80' Josef Hügi |

### Twintigste ontmoeting
| Vriendschappelijk (Lausanne, Zwitserland, 15 september 1956):                                                                                            |       |                                                         |
| Zwitserland | 2 – 3 | Nederland                                               |
| Charles Antenen 8' Ferdinando Riva 15' | goals | 2' Abe Lenstra 30' Cor van der Gijp 40' Tinus Bosselaar |
| - Debuut van Renato Zurmühle (FC Lugano) en Norbert Eschmann (Lausanne Sports) voor Zwitserland. - Debuut van Gerrit Voges (SC Enschede) voor Nederland. |       |                                                         |

### 21ste ontmoeting
| Vriendschappelijk (Rotterdam, Nederland, 2 november 1958): |       |             |
| Nederland                                                  | 2 – 0 | Zwitserland |
| Piet Kruiver 30' Piet Kruiver 74'                          | goals |             |

### 22ste ontmoeting
| Vriendschappelijk (Zürich, Zwitserland, 18 mei 1960): |       |                 |
| Zwitserland                                           | 3 – 1 | Nederland       |
| Anton Allemann 16' Gilbert Rey 49' Anton Allemann 70' | goals | 6' Kees Rijvers |

### 23ste ontmoeting
| EK 1964 kwalificatie (Amsterdam, Nederland, 11 november 1962): |              | |
| Nederland | 3 – 1        | Zwitserland |
| Tonny van der Linden 1' Sjaak Swart 75' Henk Groot 76' | goals        | 43' Roger Vonlanthen |
| Elek Schwartz | bondscoach   | Karl Rappan |
| Peter van der Merwe Guus Haak Ton Pronk Piet Ouderland Fons van Wissen Bennie Muller Sjaak Swart Henk Groot Tonny van der Linden Co Prins Mick Clavan                                                               | opstellingen | Félix Ansermet Heinz Schneiter Ely Tacchella André Grobéty Jakob Kuhn Paul Stehrenberger Charles Hertig Norbert Eschmann Roger Vonlanthen Philippe Pottier Anton Allemann |
| - Debuut van Guus Haak (ADO Den Haag) voor Nederland. - Debuut van Félix Ansermet (BSC Young Boys), Jakob Kuhn (FC Zürich), Paul Stehrenberger (FC Luzern) en Charles Hertig (FC Lausanne-Sports) voor Zwitserland. |              | |

### 24ste ontmoeting
| EK 1964 kwalificatie (Bern, Zwitserland, 31 maart 1963):                                                                                                |              | |
| Zwitserland | 1 – 1        | Nederland |
| Anton Allemann 37' | goals        | 6' Piet Kruiver |
| Karl Rappan | bondscoach   | Elek Schwartz |
| Karl Elsener Heinz Schneiter Werner Leimgruber André Grobéty Hans Weber Ely Tacchella Bruno Brizzi Rolf Wüthrich Jakob Kuhn Walter Heuri Anton Allemann | opstellingen | Eddy Pieters Graafland Guus Haak Ton Pronk Piet Ouderland Fons van Wissen Jan Klaassens Sjaak Swart Henk Groot Piet Kruiver Rinus Bennaars Coen Moulijn |
| - Debuut van Werner Leimgruber (FC Zürich) en Walter Heuri (Servette) voor Zwitserland.                                                                 |              | |

### 25ste ontmoeting
| WK 1966 kwalificatie (Amsterdam, Nederland, 17 oktober 1965):                                                                                                |              | |
| Nederland | 0 – 0        | Zwitserland |
| | goals        | |
| Denis Neville | bondscoach   | Alfredo Foni |
| Eddy Pieters Graafland Frits Flinkevleugel Rinus Israël Daan Schrijvers Cor Veldhoen Bennie Muller Joop Burgers Co Prins Piet Kruiver Henk Groot Piet Keizer | opstellingen | Karl Elsener André Grobéty Werner Leimgruber Heinz Schneiter Hans-Rudi Fuhrer Heinz Bäni Richard Dürr Friedrich Künzli Robert Hosp Jakob Kuhn René Quentin |
| | wissels      | |
| - Debuut van Joop Burgers (DWS) voor Nederland. - Debuut van Friedrich Künzli (FC Zürich) voor Zwitserland.                                                  |              | |

### 26ste ontmoeting
| WK 1966 kwalificatie (Bern, Zwitserland, 14 november 1965): |              | |
| Zwitserland | 2 – 1        | Nederland |
| Robert Hosp 10' Anton Allemann 87' | goals        | 64' Theo Laseroms |
| Alfredo Foni | bondscoach   | Denis Neville |
| Karl Elsener André Grobéty Werner Leimgruber Heinz Schneiter Hans-Rudi Fuhrer Heinz Bäni Jakob Kuhn Anton Allemann Karl Odermatt Robert Hosp Jean-Claude Schindelholz | opstellingen | Eddy Pieters Graafland Frits Flinkevleugel Theo Laseroms Rinus Israël Daan Schrijvers Cor Veldhoen Piet Fransen Miel Pijs Sjaak Swart Piet Kruiver Coen Moulijn |
| - Debuut van Miel Pijs (PSV) voor Nederland. - Laatste wedstrijd van Nederland onder leiding van bondscoach Denis Neville.                                            |              | |

### 27ste ontmoeting
| Vriendschappelijk (Rotterdam, Nederland, 9 oktober 1974):                                                                                              |              | |
| Nederland | 1 – 0        | Zwitserland |
| Ruud Geels 39' | goals        | |
| Georg Knobel | bondscoach   | René Hüssy |
| Jan Jongbloed Wim Suurbier Arie Haan Wim Jansen 47' Ruud Krol Theo de Jong René Notten 65' Wim van Hanegem 74' Peter Ressel Ruud Geels Rob Rensenbrink | opstellingen | Erich Burgener 46' Gilbert Guyot Jacques Ducret Lucio Bizzini René Hasler Hanspeter Schild Jakob Kuhn Otto Demarmels Hans-Jörg Pfister Daniel Jeandupeux René Botteron |
| Dick Schneider 47' Kees van Ierssel 65' Jan Peters 74'                                                                                                 | wissels      | 46' Pirmin Stierli |
| Wim van Hanegem ??' | gele kaarten | |
| - Debuut van Jacques Ducret (FC Lausanne Sports) voor Zwitserland.                                                                                     |              | |

### 28ste ontmoeting
| EK 1980 kwalificatie (Bern, Zwitserland, 11 oktober 1978): |              | |
| Zwitserland | 1 – 3        | Nederland |
| Markus Tanner 32' | goals        | 19' Piet Wildschut 67' Ernie Brandts 90' Ruud Geels |
| Roger Vonlanthen | bondscoach   | Jan Zwartkruis |
| Erich Burgener Pierre-Albert Chapuisat Jakob Brechbühl Francis Montandon Lucio Bizzini Umberto Barberis Markus Tanner 83' Marc Schnyder 46' Claudio Sulser Rudolf Elsener René Botteron | opstellingen | Piet Schrijvers Ruud Krol Piet Wildschut Ernie Brandts 30' Hugo Hovenkamp Jan Poortvliet Arie Haan 33' Willy van de Kerkhof Ruud Geels Dick Nanninga Rob Rensenbrink |
| Raimondo Ponte 46' Roger Wehrli 83' | wissels      | 30' Johnny Dusbaba 33' Jan Peters |
| - Debuut van Markus Tanner (FC Basel) voor Zwitserland. |              | |

### 29ste ontmoeting
| EK 1980 kwalificatie (Eindhoven, Nederland, 28 maart 1979): |              | |
| Nederland | 3 – 0        | Zwitserland |
| Kees Kist 55' John Metgod 84' Jan Peters 89' | goals        | |
| Jan Zwartkruis | bondscoach   | Roger Vonlanthen |
| Piet Schrijvers Wim Jansen Piet Wildschut 83' Ernie Brandts Jan Poortvliet Jan Peters Johan Neeskens Willy van de Kerkhof 53' René van de Kerkhof Kees Kist Rob Rensenbrink | opstellingen | Erich Burgener Pierre-Albert Chapuisat 67' Jakob Brechbühl Francis Montandon 60' Lucio Bizzini Umberto Barberis Heinz Hermann Marc Schnyder Rudolf Elsener Claudio Sulser René Botteron |
| John Metgod 53' Huub Stevens 83' | wissels      | 60' Roger Wehrli 67' Raimondo Ponte |
| Wim Jansen 34' | gele kaarten | |
| - Vijftiende en laatste interland van Zwitserland onder leiding van bondscoach Roger Vonlanthen.                                                                            |              | |

### 30ste ontmoeting
| Vriendschappelijk (Zürich, Zwitserland, 1 september 1981): |              | |
| Zwitserland | 2 – 1        | Nederland |
| Lucien Favre 60' Angelo Elia 70' | goals        | 77' John Metgod |
| Paul Wolfisberg | bondscoach   | Kees Rijvers |
| Karl Engel Gianpietro Zappa Heinz Lüdi André Egli 74' Herbert Hermann Roger Wehrli 59' Lucien Favre René Botteron Fredy Scheiwiler Angelo Elia Rudolf Elsener 83'                                             | opstellingen | Hans van Breukelen Huub Stevens Willy Janssen Keje Molenaar John Metgod Ben Wijnstekers 46' Frank Rijkaard Willy van de Kerkhof Tscheu La Ling 46' Wim Kieft 57' Michel Valke |
| Heinz Hermann 59' Martin Weber 74' Markus Tanner 83' | wissels      | 46' Ruud Gullit 46' Cees van Kooten 57' René van de Kerkhof |
| | gele kaarten | ??' John Metgod |
| - Debuut van Angelo Elia (Servette FC) en Lucien Favre (Servette FC) voor Zwitserland. - Debuut van Willy Janssen (PSV), Frank Rijkaard (Ajax), Ruud Gullit (HFC Haarlem) en Wim Kieft (Ajax) voor Nederland. |              | |

### 31ste ontmoeting
| EK 1996 (Birmingham, Verenigd Koninkrijk, 13 juni 1996): |              | |
| Nederland | 2 – 0        | Zwitserland |
| Jordi Cruyff 66' Dennis Bergkamp 79' | goals        | |
| Guus Hiddink | bondscoach   | Artur Jorge |
| Edwin van der Sar Michael Reiziger Clarence Seedorf 26' Danny Blind Winston Bogarde Ronald de Boer 80' Aron Winter Richard Witschge Jordi Cruyff 84' Dennis Bergkamp Peter Hoekstra | opstellingen | Marco Pascolo 68' Sébastien Jeanneret Ramon Vega Stéphane Henchoz Yvan Quentin Marc Hottiger Johann Vogel Ciriaco Sforza Marco Grassi Kubilay Türkyilmaz Stéphane Chapuisat |
| Johan de Kock 26' Edgar Davids 80' Patrick Kluivert 84' | wissels      | 68' Alexandre Comisetti |
| Clarence Seedorf 13' | gele kaarten | 32' Sébastien Jeanneret 39' Stéphane Chapuisat 63' Kubilay Türkyilmaz 73' Marco Grassi                                                                                      |

### 32ste ontmoeting
| Vriendschappelijk (Lancy, Zwitserland, 22 augustus 2007): |              | |
| Zwitserland | 2 – 1        | Nederland |
| Tranquillo Barnetta 9' (pen.) Tranquillo Barnetta 51' | goals        | 52' Dirk Kuijt |
| Jakob Kuhn | bondscoach   | Marco van Basten |
| Fabio Coltorti Philipp Degen 69' Steve von Bergen Philippe Senderos 88' Ludovic Magnin Gelson Fernandes 67' Gökhan Inler Johan Vonlanthen Xavier Margairaz 81' Tranquillo Barnetta 73' Blaise Nkufo 56' | opstellingen | Maarten Stekelenburg 46' Kew Jaliens John Heitinga Wilfred Bouma Urby Emanuelson Demy de Zeeuw Giovanni van Bronckhorst 46' Wesley Sneijder 46' Rafael van der Vaart 46' Ruud van Nistelrooy Robin van Persie |
| Marco Streller 56' Stephan Lichtsteiner 69' Benjamin Huggel 67' Christoph Spycher 73' Hakan Yakin 81' Ricardo Cabanas 88'                                                                               | wissels      | 46' Khalid Boulahrouz 46' Clarence Seedorf 46' Ryan Babel 46' Dirk Kuijt |
| - Debuut van Gelson Fernandes (Manchester City) voor Zwitserland. |              | |

### 33ste ontmoeting
| Vriendschappelijk (Amsterdam, Nederland, 11 november 2011): |              | |
| Nederland | 0 – 0        | Zwitserland |
| | goals        | |
| Bert van Marwijk | bondscoach   | Ottmar Hitzfeld |
| Maarten Stekelenburg Khalid Boulahrouz John Heitinga Joris Mathijsen Edson Braafheid Rafael van der Vaart 66' Nigel de Jong Dirk Kuijt Wesley Sneijder Ryan Babel 79' Robin van Persie | opstellingen | Diego Benaglio Stephan Lichtsteiner Johan Djourou Steve von Bergen Ricardo Rodríguez 76' Xherdan Shaqiri Gökhan Inler 86' Granit Xhaka Blerim Džemaili 79' Fabian Frei Admir Mehmedi |
| Kevin Strootman 66' Luuk de Jong 79' Michel Vorm Tim Krul Gregory van der Wiel Ron Vlaar Stijn Schaars Georginio Wijnaldum Mark van Bommel Vurnon Anita                                | wissels      | 76' Gelson Fernandes 79' David Degen 86' Moreno Costanzo Johnny Leoni Marco Wölfli Vincent Rüfli Alain Nef Timm Klose                                                                |
| Dirk Kuijt 58' | gele kaarten | 8' Stephan Lichtsteiner |

KNVB ·
A-internationals ·
Bondscoaches (m) ·
Topscorers ·
Nederlands vrouwenelftal ·
Bondscoaches (v) ·
Nederland B ·
Olympisch elftal ·
Jong Oranje ·
Nederland –20 ·
Nederland –19 ·
Nederland –18 ·
Nederland –17 ·
Nederland –16 ·
Nederland –15 ·
Nederlands amateurelftal ·
Nederlands zaterdagelftal ·
Jong OranjeLeeuwinnen ·
Vrouwen –20 ·
Vrouwen –19 ·
Vrouwen –18 ·
Vrouwen –17 ·
Vrouwen –16 ·
Vrouwen –15 ·
Militair mannenelftal ·
Militair vrouwenelftal ·
Strandteam ·
Vrouwen Strandteam ·
Futsalteam ·
Vrouwen Futsalteam

EK-wedstrijden ·
WK-wedstrijden ·
Resultaten kwalificaties en eindronden ·
Nederland B-wedstrijden ·
Officieuze wedstrijden ·
EK-wedstrijden vrouwen ·
WK-wedstrijden vrouwen ·
Resultaten vrouwen kwalificaties en eindronden
1905 – 1919 ·
1920 – 1929 ·
1930 – 1939 ·
1940 – 1949 ·
1950 – 1959 ·
1960 – 1969 ·
1970 – 1979 ·
1980 – 1989 ·
1990 – 1999 ·
2000 – 2009 ·
2010 – 2019 ·
2020 – 2029
2015 ·
2016 ·
2017 ·
2018 ·
2019 ·
2020 ·
2021 · 
2022
EK's: 1976 · 
1980 · 
1988 · 
1992 · 
1996 · 
2000 · 
2004 · 
2008 · 
2012 · 
2020 · 
2024
WK's: 1934 · 
1938 · 
1974 · 
1978 · 
1990 · 
1994 · 
1998 · 
2006 · 
2010 · 
2014 · 
2022
OS: 1908 ·
1912 ·
1920 ·
1924 ·
1928 ·
1948 ·
1952 ·
2008
Albanië ·
Andorra ·
Argentinië ·
Armenië ·
Australië ·
België ·
Bosnië en Herzegovina ·
Brazilië ·
Bulgarije ·
Canada ·
Chili ·
China ·
Colombia ·
Costa Rica ·
Curaçao ·
Cyprus ·
DDR ·
Denemarken ·
Duitsland ·
Ecuador ·
Egypte ·
Engeland ·
Estland ·
Faeröer ·
Finland ·
Frankrijk ·
GOS · 
Georgië ·
Ghana ·
Gibraltar ·
Griekenland ·
Hongarije ·
Ierland ·
IJsland ·
Indonesië ·
Iran ·
Israël ·
Italië ·
Ivoorkust ·
Japan ·
Joegoslavië ·
Kameroen ·
Kazachstan ·
Kroatië ·
Letland ·
Liechtenstein ·
Luxemburg ·
Malta ·
Marokko ·
Mexico ·
Moldavië ·
Montenegro ·
Nederlandse Antillen ·
Nigeria ·
Noord-Ierland ·
Noord-Macedonië ·
Noorwegen ·
Oekraïne ·
Oostenrijk ·
Paraguay ·
Peru ·
Polen ·
Portugal ·
Qatar ·
Roemenië ·
Rusland ·
Saarland ·
San Marino ·
Saoedi-Arabië ·
Schotland ·
Senegal ·
Servië en Montenegro ·
Slovenië ·
Slowakije ·
Sovjet-Unie ·
Spanje ·
Suriname ·
Thailand ·
Tsjechië ·
Tsjecho-Slowakije ·
Tunesië ·
Turkije ·
Uruguay ·
Verenigd Koninkrijk ·
Verenigde Staten ·
Wales ·
Wit-Rusland ·
Zuid-Afrika ·
Zuid-Korea ·
Zweden ·
Zwitserland
Argentinië (1978) ·
Argentinië (2006) ·
Argentinië (2014) ·
Argentinië (2022) ·
Australië (2014) ·
Brazilië (2014) ·
Chili (2014) · 
Costa Rica (2014) ·
Denemarken (2010) ·
Denemarken (2012) ·
Duitsland (2012) · 
Ecuador (2022) · 
Frankrijk (2008) ·
Italië (2008) ·
Ivoorkust (2006) ·
Japan (2010) ·
Kameroen (2010) ·
Mexico (2014) · 
Noord-Macedonië (2021) · 
Oekraïne (2021) · 
Oostenrijk (2021) · 
Portugal (2006) ·
Portugal (2012) ·
Portugal (2019) ·
Qatar (2022) ·
Roemenië (2008) ·
Rusland (2008) ·
San Marino (2011) ·
Senegal (2022) ·
Servië en Montenegro (2006) ·
Sovjet-Unie (1988) ·
Spanje (2010) ·
Spanje (2014) ·
Tsjechië (2021) · 
Uruguay (2010) ·
Verenigde Staten (2022) · 
West-Duitsland (1974)
SFV · A-internationals · Selecties · Bondscoaches · Zwitsers vrouwenelftal · Olympisch elftal · Zwitserland U21 · Zwitserland U19 · Zwitserland U18 · Zwitserland U17 · Zwitserland U16 · Vrouwen U17
1905 – 1919 · 
1920 – 1929 · 
1930 – 1939 · 
1940 – 1949 · 
1950 – 1959 · 
1960 – 1969 · 
1970 – 1979 · 
1980 – 1989 · 
1990 – 1999 · 
2000 – 2009 · 
2010 – 2019 · 
2020 – 2029
EK's: 1996 · 
2004 · 
2008 · 
2016 · 
2020 · 
2024
WK's: 1934 · 
1938 · 
1950 · 
1954 · 
1962 · 
1966 · 
1994 · 
2006 · 
2010 · 
2014 · 
2018 · 
2022
OS: 1924 · 
1928 · 
2012
1905 · 
1906 · 1907 · 
1908 · 
1909 · 
1910 · 
1911 · 
1912 · 
1913 · 
1914 · 
1915 · 
1916 · 
1917 · 
1918 · 
1919 · 
1920 · 
1921 · 
1922 · 
1923 · 
1924 · 
1925 · 
1926 · 
1927 · 
1928 · 
1929 · 
1930 · 
1931 · 
1932 · 
1933 · 
1934 · 
1935 · 
1936 · 
1937 · 
1938 · 
1939 · 
1940 · 
1941 · 
1942 · 
1943 · 
1944 · 
1945 · 
1946 · 
1947 · 
1948 · 
1949 · 
1950 · 
1952 ·
1952 · 
1953 · 
1954 · 
1955 · 
1956 · 
1957 · 
1958 · 
1959 · 
1960 · 
1961 · 
1962 · 
1963 · 
1964 · 
1965 · 
1966 · 
1967 · 
1968 · 
1969 · 
1970 · 
1971 · 
1972 · 
1973 · 
1974 · 
1975 · 
1976 · 
1977 ·
1978 · 
1979 · 
1980 · 
1981 · 
1982 · 
1983 · 
1984 · 
1985 · 
1986 · 
1987 · 
1988 · 
1989 · 
1990 ·
1991 · 
1992 · 
1993 · 
1994 ·
1995 · 
1996 · 
1997 · 
1998 · 
1999 · 
2000 · 
2001 · 
2002 · 
2003 · 
2004 · 
2005 · 
2006 · 
2007 · 
2008 · 
2009 · 
2010 · 
2011 · 
2012 · 
2013 ·
2014 ·
2015 ·
2016 ·
2017 ·
2018 ·
2019 ·
2020 ·
2021 ·
2022
Albanië ·
Algerije · 
Andorra · 
Argentinië ·
Australië ·
Azerbeidzjan ·
België ·
Bolivia ·
Bosnië en Herzegovina ·
Brazilië ·
Bulgarije ·
Canada ·
Chili ·
China ·
Colombia ·
Costa Rica ·
Cyprus ·
Denemarken ·
DDR ·
Duitsland ·
Ecuador ·
Egypte ·
Engeland · 
Estland ·
Faeröer ·
Finland ·
Frankrijk ·
Georgië ·
Ghana ·
Gibraltar ·
Griekenland ·
Honduras ·
Hongarije ·
Hongkong ·
Ierland ·
IJsland ·
Israël ·
Italië ·
Ivoorkust ·
Jamaica ·
Japan ·
Joegoslavië ·
Kameroen ·
Kenia ·
Kosovo ·
Kroatië ·
Letland ·
Liechtenstein ·
Litouwen ·
Luxemburg ·
Malta ·
Marokko ·
Mexico ·
Moldavië ·
Montenegro ·
Nederland ·
Nigeria ·
Noord-Ierland ·
Noorwegen ·
Oekraïne ·
Oman ·
Oostenrijk ·
Panama ·
Peru ·
Polen ·
Portugal ·
Qatar ·
Roemenië ·
Rusland ·
Saarland ·
San Marino ·
Schotland ·
Servië ·
Slovenië ·
Slowakije ·
Sovjet-Unie · 
Spanje ·
Togo ·
Tsjechië ·
Tsjecho-Slowakije ·
Tunesië ·
Turkije ·
Uruguay ·
Venezuela ·
VA Emiraten ·
Verenigde Staten ·
Wales ·
Wit-Rusland ·
Zimbabwe ·
Zuid-Korea ·
Zweden
Albanië (2016) ·
Argentinië (2014) ·
Brazilië (2018) ·
Chili (2010) ·
Costa Rica (2018) ·
Ecuador (2014) ·
Frankrijk (2006) ·
Frankrijk (2014) ·
Frankrijk (2016) ·
Frankrijk (2021) ·
Honduras (2010) · 
Honduras (2014) · 
Italië (2021) · 
Oekraïne (2006) ·
Portugal (2008)  · 
Portugal (2022) · 
Roemenië (2016) · 
Servië (2018) ·
Spanje (2010) ·
Spanje (2021) ·
Togo (2006) ·
Tsjechië (2008) ·
Turkije (2008) ·
Turkije (2021) ·
Wales (2021) ·
Zuid-Korea (2006) ·
Zweden (2018)